# Wayne Brady
Wayne Alphonso Brady (ur. 2 czerwca 1972) – amerykański satyryk, zdobywca nagrody Emmy, piosenkarz i gwiazda telewizyjna, znany głównie z udziału w emitowanym na kanale ABC programie improwizatorskim Whose Line Is It Anyway? oraz z własnego talk show The Wayne Brady Show.

## Życiorys

### Wczesne lata
Brady urodził się w Orlando w stanie Floryda, jako syn amerykańskiego oficera Wayne’a Brady’ego. W 1989 ukończył Dr. Phillips High School. W wieku 16 lat zaczął występować w przedstawieniach teatralnych oraz grał Tygryska, bohatera Kubusia Puchatka, w Walt Disney World. Zaczął występować w znanym klubie satyrycznym SAK Comedy Lab. Następnie przeniósł się z Florydy do Las Vegas w stanie Nevada, a później w 1996 do Los Angeles w Kalifornii, gdzie rozwinął swe sceniczne umiejętności.

### Kariera
Występował w amerykańskiej wersji programu Whose Line Is It Anyway? wraz z Drew Careyem, Ryanem Stilesem i Colinem Mochrie. W 2003 Brady zdobył nagrodę Primetime Emmy Award dla Wyróżniającej się Osobistości w dziedzinie Variety, Musical or Comedy Series za pracę dla Whose Line.
W 2001 na kanale ABC zaczął prowadzić program o rozmaitościach pt. The Wayne Brady Show, który jednak nie odniósł dużego sukcesu. Rok później został prowadzącym talk show pod tym samym tytułem, który trwał dwa sezony i zdobył cztery Daytime Emmy Award. Wystąpił gościnnie w serialu komediowym The Drew Carey Show w odcinkach Drew Live (1999) i Drew Live II (2000), gdzie zagrał z innymi bohaterami w kilku grach pochodzących z programu Whose Line.
W 2004 wystąpił w odnowionym musicalu Chicago, gdzie zagrał prawnika o imieniu Billy Flynn. Przyjął również w 2004 krótką rolę w ostatnim odcinku komedii Reno911!. Grał również w serialu Gwiezdne wrota, w którym wcielił się w postać Trelaka – pierwszego przybocznego goa’ulda Aresa.
Brady napisał i zaśpiewał piosenkę do popularnego serialu animowanego Disneya pt. The Weekenders. W 2005 zaśpiewał cover disnejowskiej piosenki Jima Brickmana Beautiful i jej świąteczną wersję.
W 2006 Brady został prowadzącym program That’s What I’m Talking About talk show emitowanym na kanale TV Land i poruszającym rolę Afroamerykanów w przemyśle rozrywkowym. Od 29 sierpnia do 29 września 2006 prowadził na kanale FOX program Celebrity Duets.
W 2006 i 2007 wystąpił gościnie w dwóch odcinkach sitcomu Jak poznałem waszą matkę. Pojawił się jako gość programu Wild 'N Out na kanale MTV. Pomagał również przy produkcji programu Robot Chicken na kanale Adult Swim TV.
Brady występował również w Kanadzie, grając gościnnie w sitcomie Colina Mochriego Getting Along Famously. Pojawił się również gościnnie w serialach Dirt, Rockefeler Plaza 30 oraz Kevin Hill. Zagrał też uzdolnionego Louisa w serialu Wszyscy nienawidzą Chrisa.
Obecnie prowadzi amerykańską wersję teleturnieju muzycznego Tak to leciało (Don’t Forget the Lyrics!) na kanale Fox. Cztery razy w tygodniu występuje w Venatian Hotel w Las Vegas, prowadząc występ pt. Wayne Brady: Making it up. 16 września 2008 miała miejsce premiera jego debiutanckiego albumu muzycznego A Long Time Coming.
Od 2009 roku Brady prowadzi teleturniej CBS Idź na całość (Let's Make a Deal), dołączając do swojego kolegi „Whose Line Is It Anyway”, Drew Carey, jako gospodarz porannych teleturniejów. W 2020 roku, w wyniku globalnej pandemii, okazjonalnie wyemitowano wieczorną wersję teleturnieju.
W 2022 weźmie udział w trzydziestej pierwszej edycji Dancing with the Stars.

### Wizerunek publiczny i satyra w Chappelle Show
Brady zbudował swą karierę i wizerunek publiczny głównie dzięki jego różnym projektom i rolom skierowanym dla odbiorców w dowolnym wieku. Z tego powodu jest często obiektem żartów i oskarżeń o „zbyt białe” zachowywanie się.
W jednym z odcinków Chappelle’s Show, programu emitowanego na Comedy Central, współprowadzący Paul Mooney drwił z Brady’ego w jednym ze skeczy, wcielając się w postać Negrodamusa. W skeczu postać odgrywana przez Mooneya „przepowiedziała”, że „biali ludzie kochają Wayne’a Brady’ego, ponieważ sprawia, że Bryant Gumbel wygląda jak Malcolm X”, nawiązując do faktu, że znaczna ilość fanów Brady’ego to biali amerykanie, którzy lubią jego przeznaczone dla całej rodziny przedsięwzięcia.
Twórca serialu Dave Chappelle przeprosił później Brady’ego i zaproponował mu gościnny występ w programie. W odcinku specjalnym Brady zostaje zatrudniony jako prowadzący program po tym, jak Chappelle z niewiadomych przyczyn „opuszcza” serial. Pod koniec odcinka Chappelle i Brady występują wspólnie w skeczu będącym wzorowanym na retrospekcję wydarzeń (parodiując film Training Day z 2001). W skeczu Brady jest przedstawiony jako brutalny, socjopatyczny alfons, który pastwi się nad Chappelle podczas nocnej wspólnej jazdy po mieście. W scenkach Brady strzela do ludzi, zabija policjanta i zmusza Chappellego do zapalenia PCP, wielokrotnie parodiując wypowiedzi Paula Mooneya oraz innych prowadzących program Chappelle’s Show.

### Życie prywatne
Wayne Brady ożenił się w 1999 z Mandie Taketa, z którą ma jedną córkę Maile Masako Brady (ur. 2 marca 2003). 2 czerwca 2007 Mandie złożyła wniosek o rozwód, jako powód podając niezgodność charakterów. Rozwód został sfinalizowany 16 kwietnia 2008.
W 2007 Wayne zaczął oficjalnie wspierać organizację charytatywną Ronald McDonald House Charities i jest członkiem jej galerii sław zwanej Przyjaciółmi RMHC.

## Filmografia
- Moda na sukces (2018–2019) – Dr. Reese Buckingham
- Idź na całość (od 2009) – gospodarz teleturnieju
- The Legend of Spyro: Dawn of the Dragon  (2008) – Sparx
- Foodfight! (2008) – Daredevil Dan (głos)
- Dirt (2007) – Henchman
- Rockefeller Plaza 30 (2007) – Steven Black
- Foodfight! (2007)
- The List (2007)
- Jak poznałem waszą matkę (2006, 2007) – James (brat Barneya)
- Crossover (2006)
- Stuart Malutki 3: Trochę natury (2006)
- Wszyscy nienawidzą Chrisa (2006) – Louis (brat Juliusa)
- It's Good to Be King (Stargate SG-1) (2005)
- Roll Bounce (2005)
- Going to the Mat (2004) – Mason Wyatt
- Wielka przygoda Clifforda (2004) – Shackelford
- Geppetto (2000)
- Batman przyszłości (2000) – Micron
- Whose Line Is It Anyway? – Jako on sam

## Single
- „Ordinary” (2008)
- „Don’t Stop” (2005) – Jamie Jones z gościnnym występem Wayne’a Brady’ego i Williama Carthrighta
- „Beautiful” (2005)
- „Unsung Heroes” (2004)

## Dyskografia
- „A Long Time Coming” (2008)